# Các ngôi làng và nhà thờ-công sự ở Transilvania
Các ngôi làng và nhà thờ-công sự ở Transilvania là quần thể với hơn 150 ngôi làng, nhà thờ công sự được bảo quản tốt, mang một loạt các phong cách kiến trúc nằm ở đông nam vùng Transylvania ở Rumani khiến nơi đây là nơi có số lượng làng và nhà thờ công sự nhiều nhất. Tất cả chúng đều được xây dựng từ thế kỷ 13 đến 16.
Được liệt kê vào danh sách Di sản thế giới của UNESCO bao gồm 7 ngôi làng (6 làng của Người Sachsen Transilvania và 1 của Székelys). Chúng là các ngôi làng và nhà thờ công sự đặc trưng cho một mô hình định cư đã được bảo tồn từ cuối thời Trung Cổ.

## Danh sách
| Tên Rumani   | Hình ảnh | Hạt      | Tên tiếng Đức | Tên tiếng Hungary | Điểm tham quan chính                                |
| ------------ | -------- | -------- | ------------- | ----------------- | --------------------------------------------------- |
| Biertan      |          | Sibiu    | Birthälm      | Berethalom        | Nhà thờ công sự Biertan                             |
| Câlnic       |          | Alba     | Kelling       | Kelnek            | Pháo đài Câlnic                                     |
| Dârjiu       |          | Harghita | Ders          | Székelyderzs      | Nhà thờ công sự Dârjiu                              |
| Prejmer      |          | Brașov   | Tartlau       | Prázsmár          | Nhà thờ công sự Prejmer                             |
| Saschiz      |          | Mureș    | Keisd         | Szászkézd         | Nhà thờ công sự Saschiz Pháo đài nông trang Saschiz |
| Valea Viilor |          | Sibiu    | Wurmloch      | Nagybaromlak      | Nhà thờ công sự Valea Viilor                        |
| Viscri       |          | Brașov   | Weißkirch     | Fehéregyháza      | Nhà thờ công sự Viscri                              |